# 아베 다이세이
아베 다이세이(일본어: 安部 大晴, 2004년 6월 7일~)는 일본의 축구 선수이다.

## 구단 경력
2021년 J2리그의 V-파렌 나가사키에 입단하였다.

## 국가대표팀 경력
그는 2023년 FIFA U-20 월드컵에 참가할 일본 U-20 국가대표팀에 발탁되었으며, 2경기에 출전했다.